# 기원전 14세기
기원전 14세기는 기원전 1400년부터 기원전 1301년까지를 말한다.

## 주요 사건
기원전 1400년 : 은나라 건국
- 기원전 1406년-기원전 1390년 성경의 여호수아가 가나안을 정복하고 이스라엘 지파별로 땅을분배해 나가는년경까지를 말한다

## 사망
- 기원전 1335년 : 이집트의 파라오 아크나톤
- 기원전 1322년 : 이집트의 파라오 투탕카멘

## 년대와 년도
| 기원전 1400년대 | 전1409 | 전1408 | 전1407 | 전1406 | 전1405 | 전1404 | 전1403 | 전1402 | 전1401 | 전1400 |
| 기원전 1390년대 | 전1399 | 전1398 | 전1397 | 전1396 | 전1395 | 전1394 | 전1393 | 전1392 | 전1391 | 전1390 |
| 기원전 1380년대 | 전1389 | 전1388 | 전1387 | 전1386 | 전1385 | 전1384 | 전1383 | 전1382 | 전1381 | 전1380 |
| 기원전 1370년대 | 전1379 | 전1378 | 전1377 | 전1376 | 전1375 | 전1374 | 전1373 | 전1372 | 전1371 | 전1370 |
| 기원전 1360년대 | 전1369 | 전1368 | 전1367 | 전1366 | 전1365 | 전1364 | 전1363 | 전1362 | 전1361 | 전1360 |
| 기원전 1350년대 | 전1359 | 전1358 | 전1357 | 전1356 | 전1355 | 전1354 | 전1353 | 전1352 | 전1351 | 전1350 |
| 기원전 1340년대 | 전1349 | 전1348 | 전1347 | 전1346 | 전1345 | 전1344 | 전1343 | 전1342 | 전1341 | 전1340 |
| 기원전 1330년대 | 전1339 | 전1338 | 전1337 | 전1336 | 전1335 | 전1334 | 전1333 | 전1332 | 전1331 | 전1330 |
| 기원전 1320년대 | 전1329 | 전1328 | 전1327 | 전1326 | 전1325 | 전1324 | 전1323 | 전1322 | 전1321 | 전1320 |
| 기원전 1310년대 | 전1319 | 전1318 | 전1317 | 전1316 | 전1315 | 전1314 | 전1313 | 전1312 | 전1311 | 전1310 |
| 기원전 1300년대 | 전1309 | 전1308 | 전1307 | 전1306 | 전1305 | 전1304 | 전1303 | 전1302 | 전1301 | 전1300 |
| 기원전 1290년대 | 전1299 | 전1298 | 전1297 | 전1296 | 전1295 | 전1294 | 전1293 | 전1292 | 전1291 | 전1290 |